# 1998 في المملكة المتحدة
فيما يلي قوائم الأحداث التي وقعت خلال عام 1998 في المملكة المتحدة.

## أحداث
- 15 أغسطس – تفجير أوماه

## سياسة

### تعيين في المنصب
- 1 يناير – دافيد تريمبل عضو مجلس الشورى البريطاني،الوزير الأول في أيرلندا الشمالية.
- 27 يوليو – مارغريت جاي زعيم مجلس اللوردات [الإنجليزية]‏.

### انتهاء فترة المنصب
- 28 أكتوبر – تيد هيوز شاعر بلاط المملكة المتحدة.

## رياضة
- 1 يناير – بطولة ويمبلدون 1998

## ظهور
- 1 يناير – أتوميك كيتن
- 1 يناير – إيندي روك
- 1 يناير – بروغريسيف روك
- 1 يناير – دبستيب نوع من أنواع الموسيقى الراقصة الإلكترونية ، نشات في جنوب لندن ، إنجلترا . ظهرت في أواخر عقد 1990 . باعتبارها تطورا طبيعيا ضمن نمط من الأنماط المتصلة بها ، مثل موسيقى ,Broken beat , jungle ,2- Step Garage , reggae .
- 1 يناير – غوريلاز

## أفلام
من الأفلام التي صدرت هذه السنة في المملكة المتحدة:
- 1 يناير – أجنحة الحمامة من إخراج Iain Softley [الإنجليزية]‏.
- 1 يناير – الكمان الأحمر من إخراج فرانسوا جيرارد.
- 1 يناير – اللعب عن ظهر قلب من إخراج ويلارد كارول.
- 1 يناير – إليزابيث من إخراج شيكار كابور.
- 1 يناير – تتبع من إخراج كريستوفر نولان.
- 1 يناير – رونين من إخراج جون فرانكنهايمر.
- 1 يناير – سبايس ورلد من إخراج Bob Spiers [الإنجليزية]‏.
- 1 يناير – صائدا الفأر من إخراج غور فيربينسكي.
- 1 يناير – كل الحيوانات الصغيرة من إخراج جيريمي توماس.
- 1 يناير – ليباوسكي الكبير من إخراج إيثان كوين، جويل كوين، الأخوان كوين.
- 1 يناير – منجم ذهب مخملي من إخراج تود هينز.
- 13 مارس – الرجل ذو القناع الحديدي من إخراج راندل والاس.
- 29 يوليو – ذي بارينت تراب من إخراج نانسي مايرز.
- 14 نوفمبر – ابن آوى من إخراج مايكل كايتون-جونز.
- 3 ديسمبر – شكسبير عاشقا من إخراج جون مادن.
- 31 ديسمبر – أوسكار و لوسيندا من إخراج جيليان آرمسترونغ.

## برامج ومسلسلات وأنمي
- بينغو

## كتب
من الكتب التي صدرت هذه السنة في المملكة المتحدة:
- 30 يونيو – هاري بوتر وحجر الفيلسوف من تأليف ج. ك. رولينج.
- 2 يوليو – هاري بوتر وحجرة الأسرار من تأليف ج. ك. رولينج.
- 1 سبتمبر – الإنترنت الفيكتوري من تأليف توم ستانداج.

## مواليد

### فبراير
- 15 فبراير – جورج راسل سائق سيارة سباق من المملكة المتحدة.

### أبريل
- 9 أبريل – ليل وودز

### يونيو
- 30 يونيو – توم ديفيس لاعب كرة قدم إنجليزي.

### أغسطس
- 8 أغسطس – رونان بارك مغني من المملكة المتحدة.

### سبتمبر
- 19 سبتمبر – راشيان هيبورن-مورفي لاعب كرة قدم بريطاني.

## وفيات

### يناير
- 1 يناير – ليزلي غراهام (مواليد 1924) لاعب ومدرب كرة قدم إنجليزي.
- 12 يناير – روجر كلارك (مواليد 1939) سائق رالي من المملكة المتحدة.

### فبراير
- 2 فبراير – رايموند كاتل (مواليد 1905) بَريطانِيِّ نفساني.
- 8 فبراير – إينوك باول (مواليد 1912) سياسي بريطاني.

### مارس
- 16 مارس – ديريك هارولد بارتون (مواليد 1918)

### أبريل
- 3 أبريل – ماري كارترايت (مواليد 1900) رياضياتية من المملكة المتحدة.
- 14 أبريل – هاري لي (مواليد 1907) لاعب كرة مضرب بريطاني.
- 16 أبريل – فريد دافيس (مواليد 1913) لاعب سنوكر من المملكة المتحدة.

### يونيو
- 16 يونيو – كيث نيوتن (مواليد 1941) لاعب كرة قدم إنجليزي.

### يوليو
- 27 يوليو – بيني بارنز (مواليد 1903)

### أغسطس
- 3 أغسطس – آلان والش (مواليد 1916)

### سبتمبر
- 1 سبتمبر – نيك ميرفي (مواليد 1966) لاعب كرة قدم من المملكة المتحدة.
- 19 سبتمبر – باتريشيا هايز (مواليد 1909) ممثلة بريطانية.

### أكتوبر
- 23 أكتوبر – إيريك آمبلر (مواليد 1909)
- 27 أكتوبر – دانييل بيدو (مواليد 1910) رياضياتي بريطاني.
- 28 أكتوبر – تيد هيوز (مواليد 1930)

### نوفمبر
- 7 نوفمبر – مارغريت غووينج (مواليد 1921)
- 26 نوفمبر – جيرالد باتريك (مواليد 1947) لاعب كرة مضرب بريطاني.

### ديسمبر
- 7 ديسمبر – جون أديسون (مواليد 1920)
- 14 ديسمبر – جيمس جنسن (مواليد 1918) إحاثي من الولايات المتحدة الأمريكية.
- 20 ديسمبر – آلن لويد هودجكين (مواليد 1914)
- 25 ديسمبر – جون بولمان (مواليد 1923) لاعب سنوكر من المملكة المتحدة.